# Alejandro Martín Méndez
Alejandro Martín Méndez (Las Palmas de Gran Canaria, 24 de abril de 1990) conocido como Ale Martín es un futbolista español que juega para el Club Deportivo Unión Sur Yaiza como portero.

## Treayectoria
Formado en los filiales de la Unión Deportiva Las Palmas, en la temporada 2008-09 debutó en su primer filal en Segunda División B. En agosto de 2010 fue cedido a la U. D. Lanzarote, en Tercera División. Una temporada después regresó a la Unión Deportiva Las Palmas.
El 15 de octubre de 2012, debido a la sanción de Mariano Barbosa y a la lesión de Raúl Lizoain, hizo su debut profesional, siendo titular en la derrota por 3-2 ante el Real Madrid Castilla, ya en Segunda División. Desde 2015 juega en el Unión Sur Yaiza en Tercera División.